# Monique de La Bruchollerie
Monique Yver de la Bruchollerie, (París, 20 d'abril, 1915 - Idem. 15 de desembre, 1972), va ser una pianista francesa.

## Biografia
Filla de Víctor Yver de la Bruchollerie, d'una família de músics que ja incloïa Boieldieu i Messager, Monique de la Bruchollerie va ingressar al Conservatori Nacional de Música i Declamació l'any 1926 a classe de solfeig a l'edat d'onze anys, després en piano a la classe d'Isidore Philipp d'on es va graduar amb un primer premi l'any 1931.
El 1936, fou l'única francesa premiada, va rebre el 3r premi al Premi Internacional de Viena. El 1937 va ser una de les primeres guanyadores franceses (7è Premi), amb Lélia Gousseau (12è premi) del Concurs Internacional de Piano Frédéric-Chopin de Varsòvia. Finalment serà el concurs Ysaÿe de Brussel·les, que també comptarà amb Arturo Benedetti-Michelangeli, Moura Lympany i Emil Guilels. L'any 1941, Charles Munch, director amb qui més tard tocarà amb molta regularitat, la contractà en exclusiva amb l'Orquestra de la "Société des concerts du Conservatoire" durant tres anys consecutius.
Música solista reconeguda, va viatjar arreu del món, donant concerts durant tota la seva vida fins que el 18 de desembre de 1966, un accident de cotxe a Romania la va privar per sempre de les mans de la seva pianista. No obstant això, va continuar la seva tasca musical formant estudiants al Conservatori Nacional de Música de París, a l'Acadèmia de Música de Niça o a casa seva. Entre els seus alumnes, podem citar Jean-Marc Savelli, Frédéric Aguessy i Cyprien Katsaris. Va crear "Une Heure avec..." dins del Festival d'Ais de Provença, després "les Grands Jeunes", perquè els joves músics esperançats es puguin donar a conèixer als amants de la música.
Va imaginar un piano "corbat" que donaria als pianistes una major adherència al teclat en una posició ergonòmica amplificada, i als compositors una paleta més àmplia de colors sonors mantenint el so propi del piano, incloent els 1/4 de to que interessaven, entre d'altres, a Henri Dutilleux, Pierre Boulez... Aquest projecte finalment no va arribar a bon port.
Va morir a París el 16 de desembre de 1972.
S'esmenta al número 274 dels 480 records que cita Georges Perec a Recordo.
També s'esmenta a les memòries d'Alan Ingram Cope volum 2.

## Discografia
- Enregistrements d'arxius familiars 1943–1966 (9 CD Melo Classic MC 1034)

Àlbum de l'any 2005:
- Haydn, Sonate N°48 ut majeur (En viu París: Théâtre des Champs-Élysées 7 març 1962)
- Mozart, Fantaisie Ut mineur (En viu París: Théâtre des Champs-Élysées 7 març 1962)
- Chopin, Nocturne Op.62 n°2 mi maj. (En viu Chartres «Les Samedis Musicaux 5 sept. 1959)
- Chopin, Valse N°11 op. posth. 70 n°1 sol b. majeur
- Chopin, Valse N°13 op. posth. 70 n°3 Ré b. majeur
- Chopin, Valse N°16 KK IV a n°15 mi mineur
- Chopin, Mazurka Op. 30 n°4 ut # mineur
- Chopin, Ballade N°1 sol mineur Op.23 (En viu París: Théâtre des Champs-Élysées 7 març 1962)
- Henri Dutilleux, Sonate (En viu París: Théâtre des Champs-Élysées 7 Març 1962)

Àlbum de l'any 2005:
Reedicions de les 78 rpm gravades a Londres el 22 d'octubre de 1947 per His Master’s Voice
- Saint-Saëns, Toccata fa majeur op.111
- Schubert, Deux Valses Caprices

Àlbum de l'any 2006
- Mozart, Concerto n°. 20 ré mineur
- Mozart, Concerto n°. 23 la majeur
- Beethoven, Concerto n°. 3 ut mineur, op. 37
- Rakhmàninov, Variacions sobre un tema de Paganini
- Franck, Variations Symphoniques
- Scarlatti, Pastorale Sonate en ré, K. 9
- Scarlatti, Capriccio Sonate en mi, K. 20
- Haydn, Sonate mi mineur, Hob:XVI:34

Àlbum de l'any 2007:	
- Txaikovski, Concerto n°. 1 si b. mineur, op. 23
- Brahms, Concerto n°.2 si b. majeur, op. 83
- Saint-Saëns, Concerto n°. 5 fa majeur, op. 103 «L'Égyptien»

Àlbum de l'any 2007:
- Mozart, Concerto n°. 20 ré mineur
- Mozart, Concerto n°. 23 la majeur
- Beethoven, Concerto n°. 3 ut mineur, op. 37